# Naciąg
Naciąg – urządzenie w mechanizmie zegarowym pośredniczące w przekazywaniu energii z zewnątrz do elementu napędowego, np. sprężyny lub obciążnika, służącego do jej magazynowania. Rozróżnia się trzy rodzaje naciągu: ręczny, elektryczny i automatyczny, który stosuje się w zegarkach naręcznych. 